# Церква міноритів (Відень)
Церква міноритів (нім. Wiener Minoritenkirche) — пам'ятка архітектури доби готики у Відні, у районі Внутрішнє місто.

## Історія

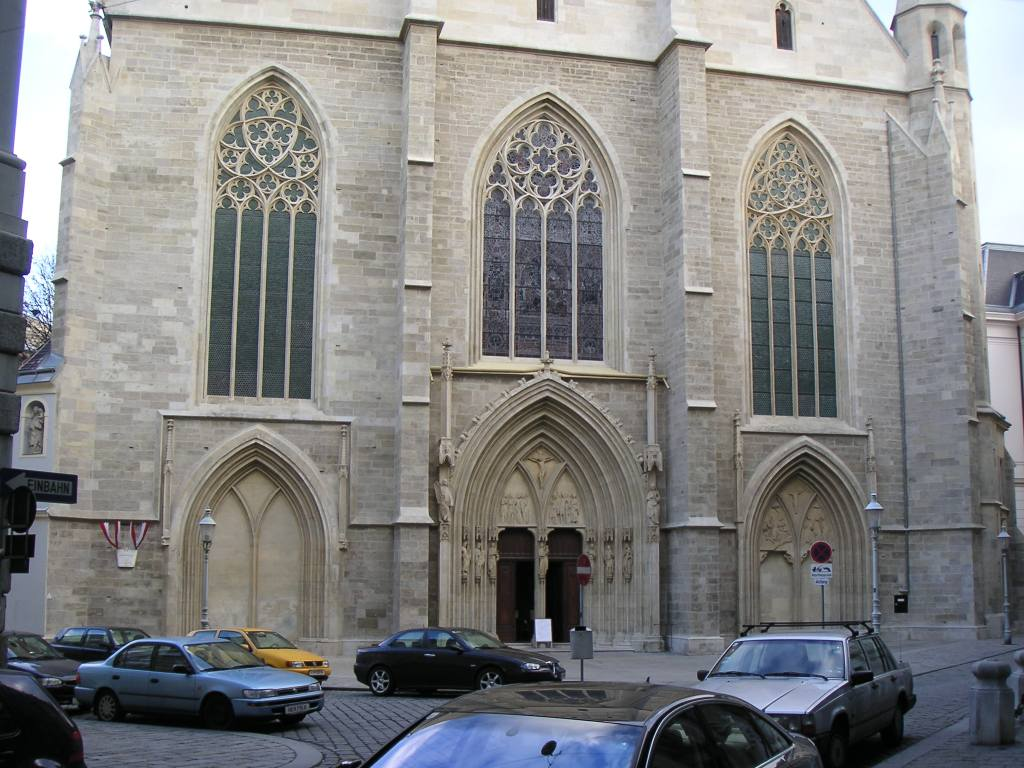
Головний фаса церкви з трьома порталами французького зразка.

Міноритів-францисканців Відня запросив 1224 року герцог Леопольд VI. Так у Відні виник монастир міноритів. Первісна церква міноритів постраждала від пожежі. 1275 року Отокар Пжемисл заклав перший камінь у побудову нової кам'яної церкви.
Церкву міноритів у Відні вважають першою готичною спорудою у Східній Австрії. Церква не залишалась без уваги князівського дому Габсбургів. Нову каплицю тут збудували за ініціативи Бланки Валуа, дружини Рудольфа ІІІ, на честь її діда, святого Людовика. Каплиця була готова у 1328 році. Каплиця була прибудовою і мала окремий вхід. До 1340 року церква отримала і проект нового готичного фасаду. Він мав французький варіант з трьома готичними порталами, незвичними для архітектури Австрії. Однак невідомо, чи мав фасад за проектом кругле вікно-троянду, як невідомо і ім'я архітектора. В реалізованому варіанті вікна-троянди (трудоміського технологічно) на західному фасаді створено не було.
Францисканці наголошують на бідності і спасінні душі, формально це жебракуючий чернечий орден. Їх церква у Відні, однак, немає нічого спільного з настановами бідності і має усі риси придворного і розкішного храму — з розкішними вікнами, вітражами, вежею, що мала високий готичний шпиль тощо. На початок 21 ст. шпиль не існує і не був відновлений під час оновлювальних ремонтів.
1529 під час першої облоги Відня турками-османами готичний шпиль вперше був поруйнований. Його відновили до 1633 року. Війна з турками не припинялась, позаяк вони діяльно відвойовували землі у західних держав і збільшували власну країну. Під час другої облоги Відня 1683 року готичний шпиль зруйнували вдруге. Церква міноритів практично не постраждала і зберігала первісну готичну стилістику.
Монастир міноритів був зачеплений антирелігійними реформами австрійського імператора Йосипа ІІ. За рахунок закриття низки храмів і монастирів і конфіскацій їх майна він збільшував державні кошти на ведення війни. Монастир міноритів зачинили, як зачинили і частку храмів у Західній Україні, що відійшла до Австрії після чергового розділу земель Польської держави. Міноритів повернуть у Відень пізніше.

## Мозаїчна копія «Таємної вечері» Леонардо

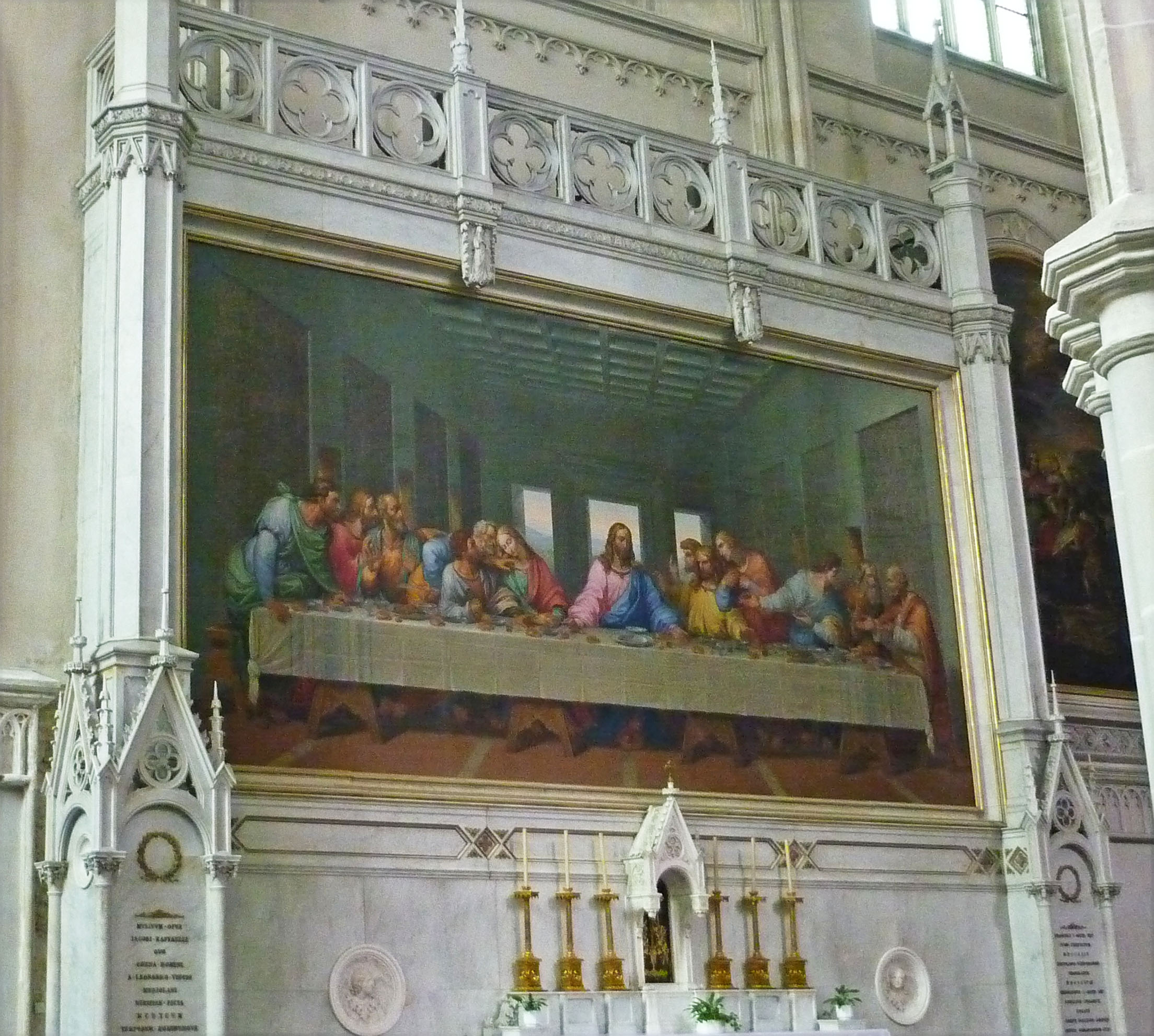
Мозаїчна копія «Таємної вечері» Леонардо

На початку 19 століття у Відень потрапила мозаїчна копія «Таємної вечері» Леонардо да Вінчі. Вона була створена по замові Наполеона Бонапарта. Потім її придбав австрійський імператор Франц І. Імператор планував розмістити мозаїчну копію у палаці Бельведер, але не урахував її завеликого розміру, її нікуди було розмістити у Бельведері. Для неї знайшлося відповідне місце тільки у готичній церкві міноритів.

## Надгробок П'єтро Метастазіо
П'єтро Метастазіо, що мав священицький сан, уславився також як творець лібретто. Він помер у Відні і був похований у Михайлівській церкві. Але його надгробок був перенесений до готичної церкви міноритів.

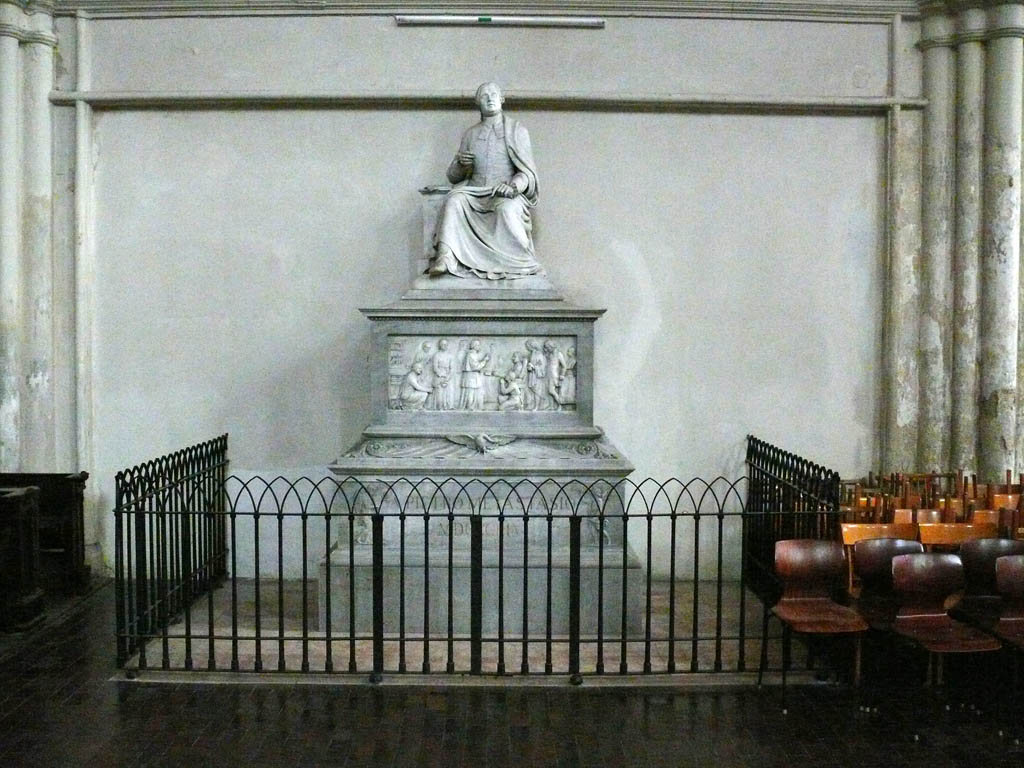
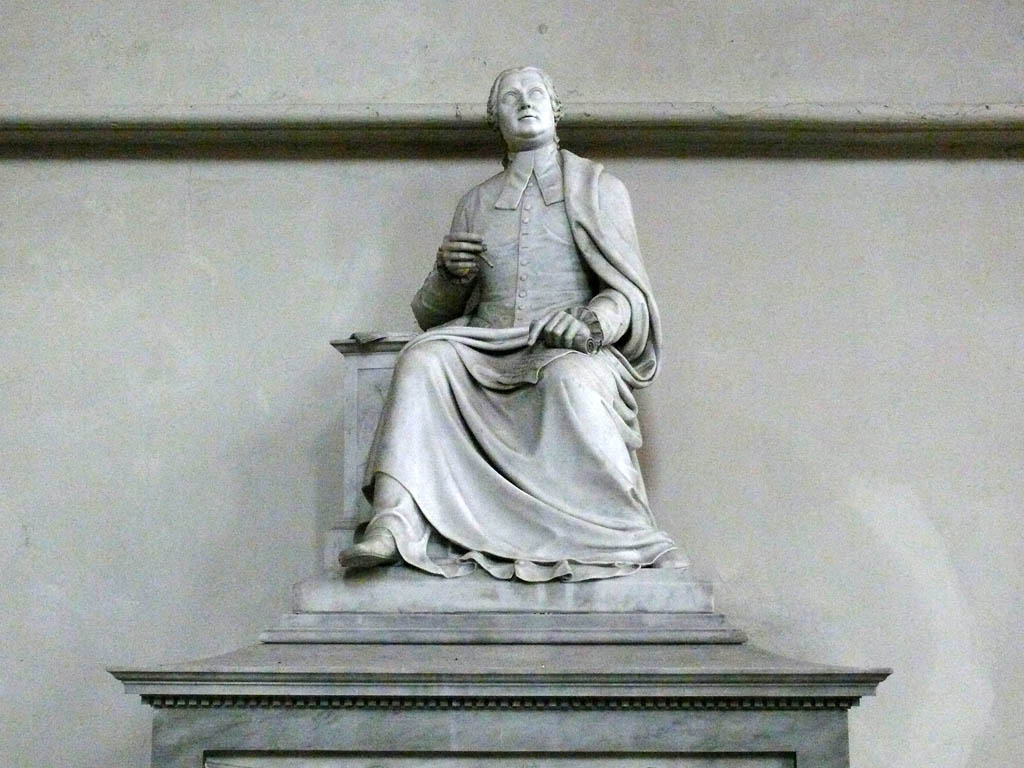
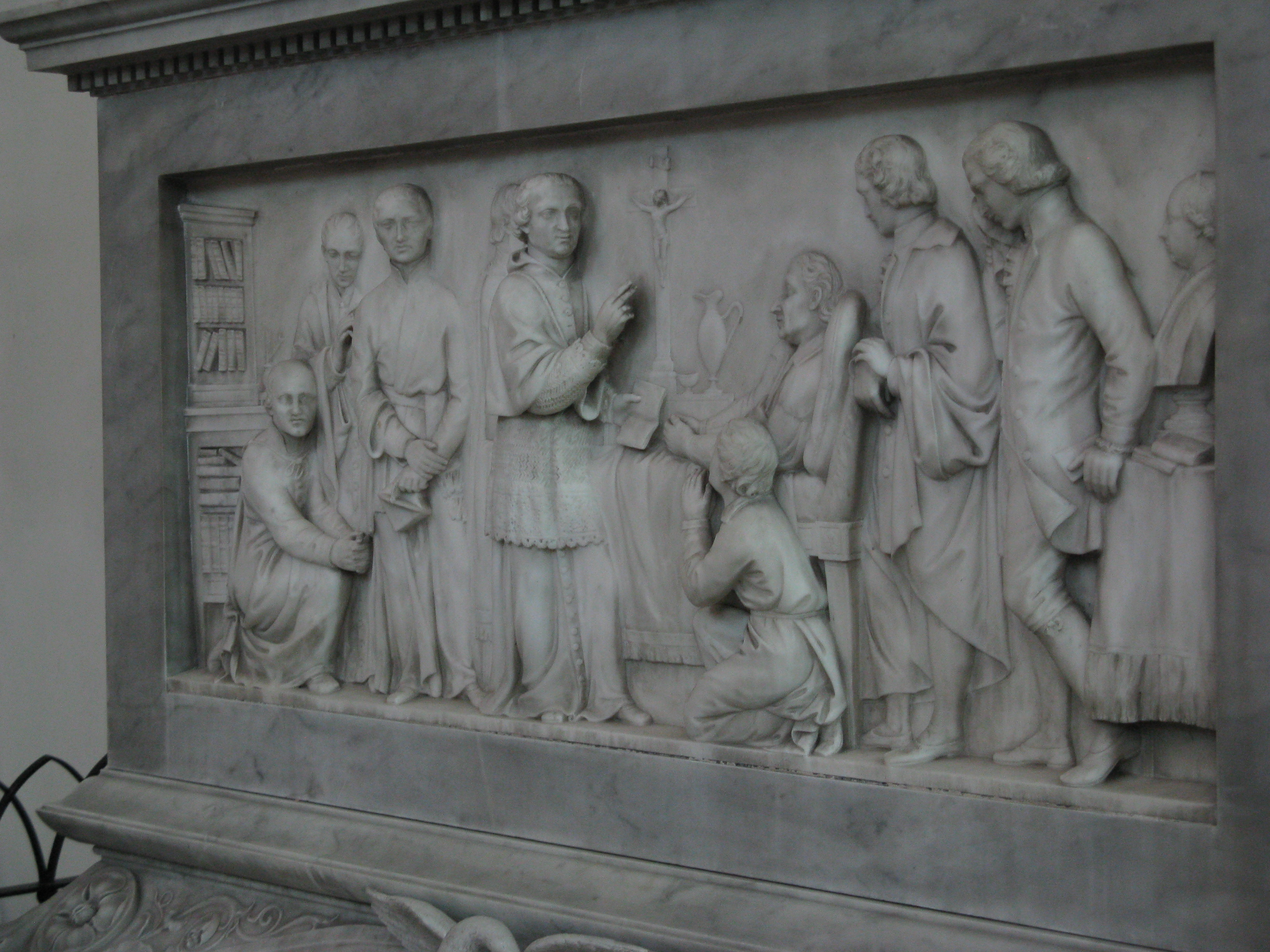

## Галерея фото фасадів

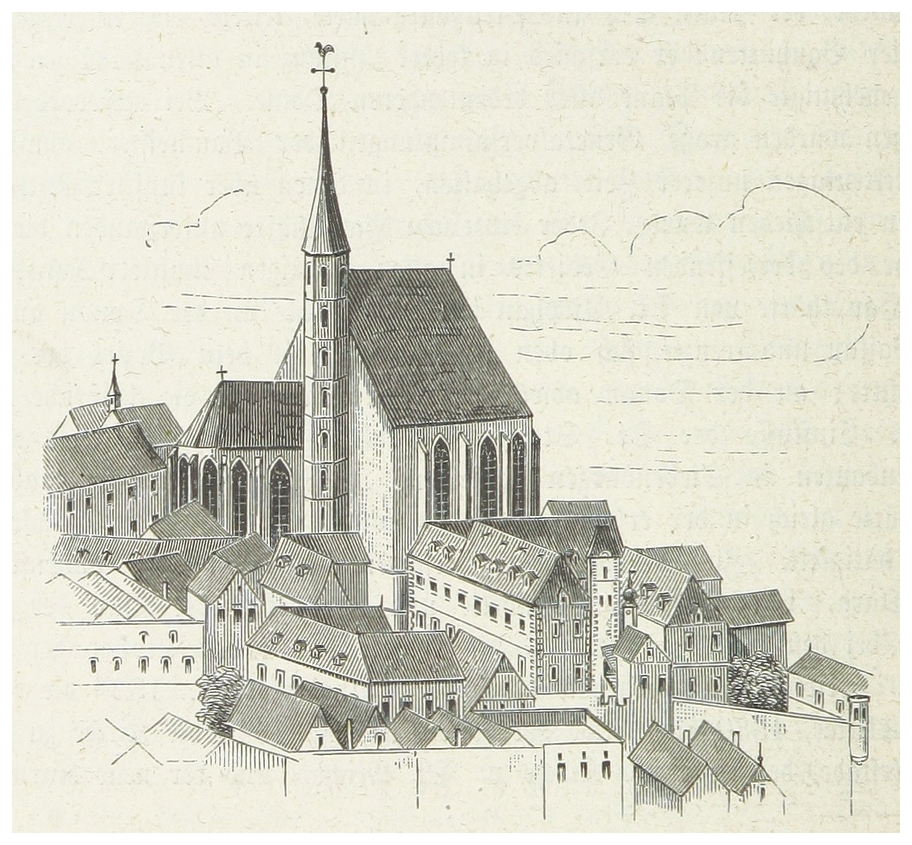
Гравюра із зображенням готичної церквиЦерква Міноритів у 2019 році
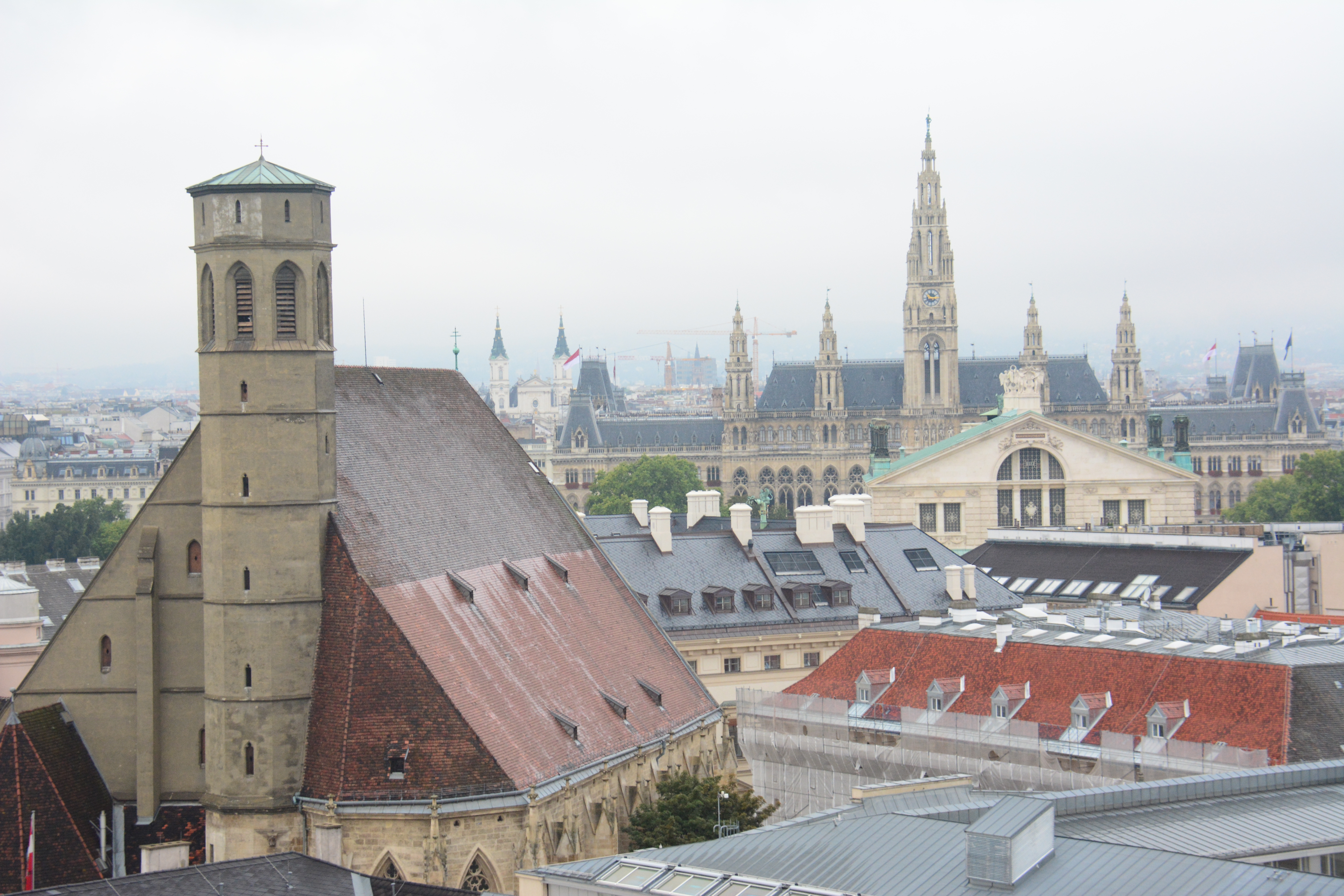
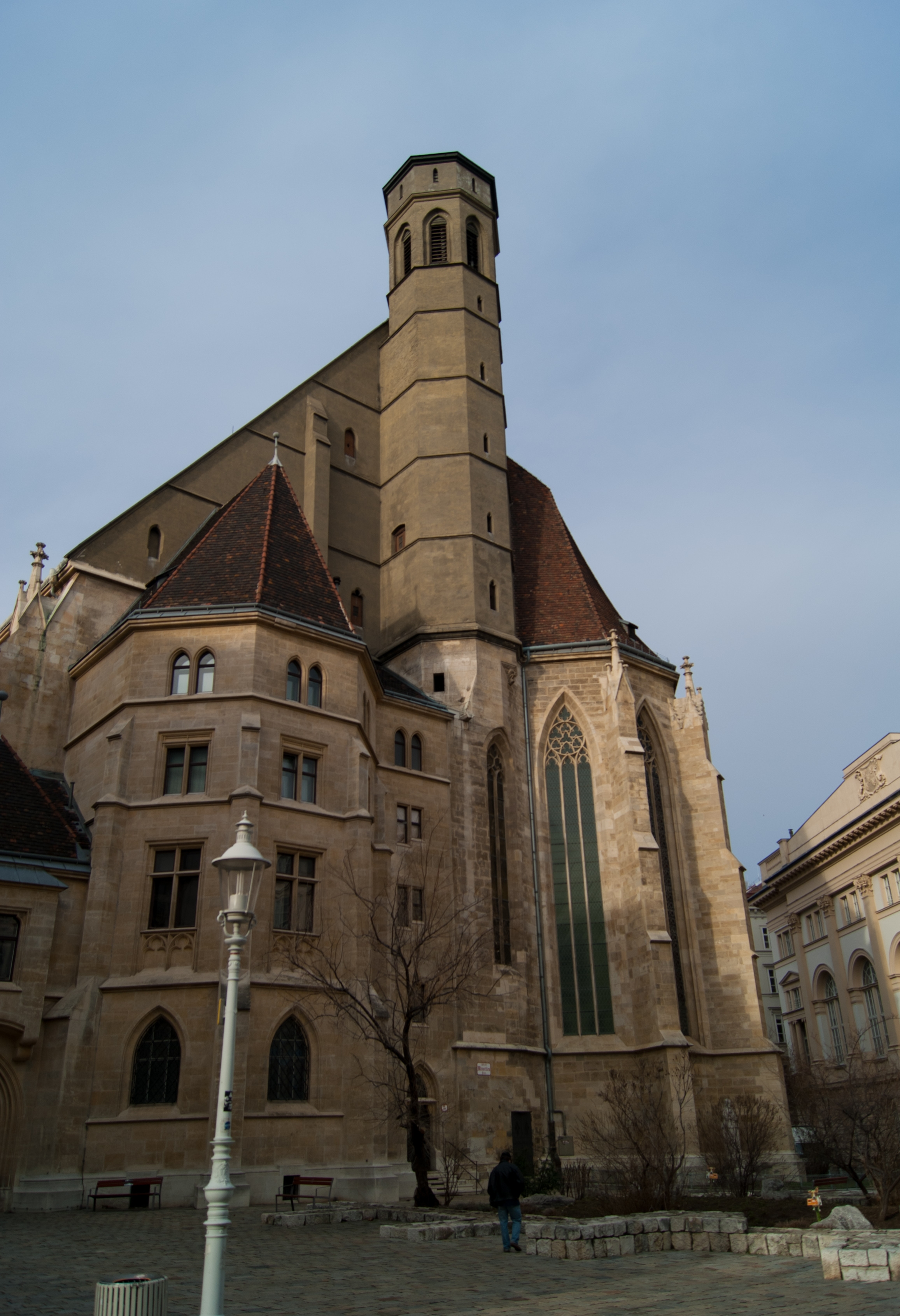
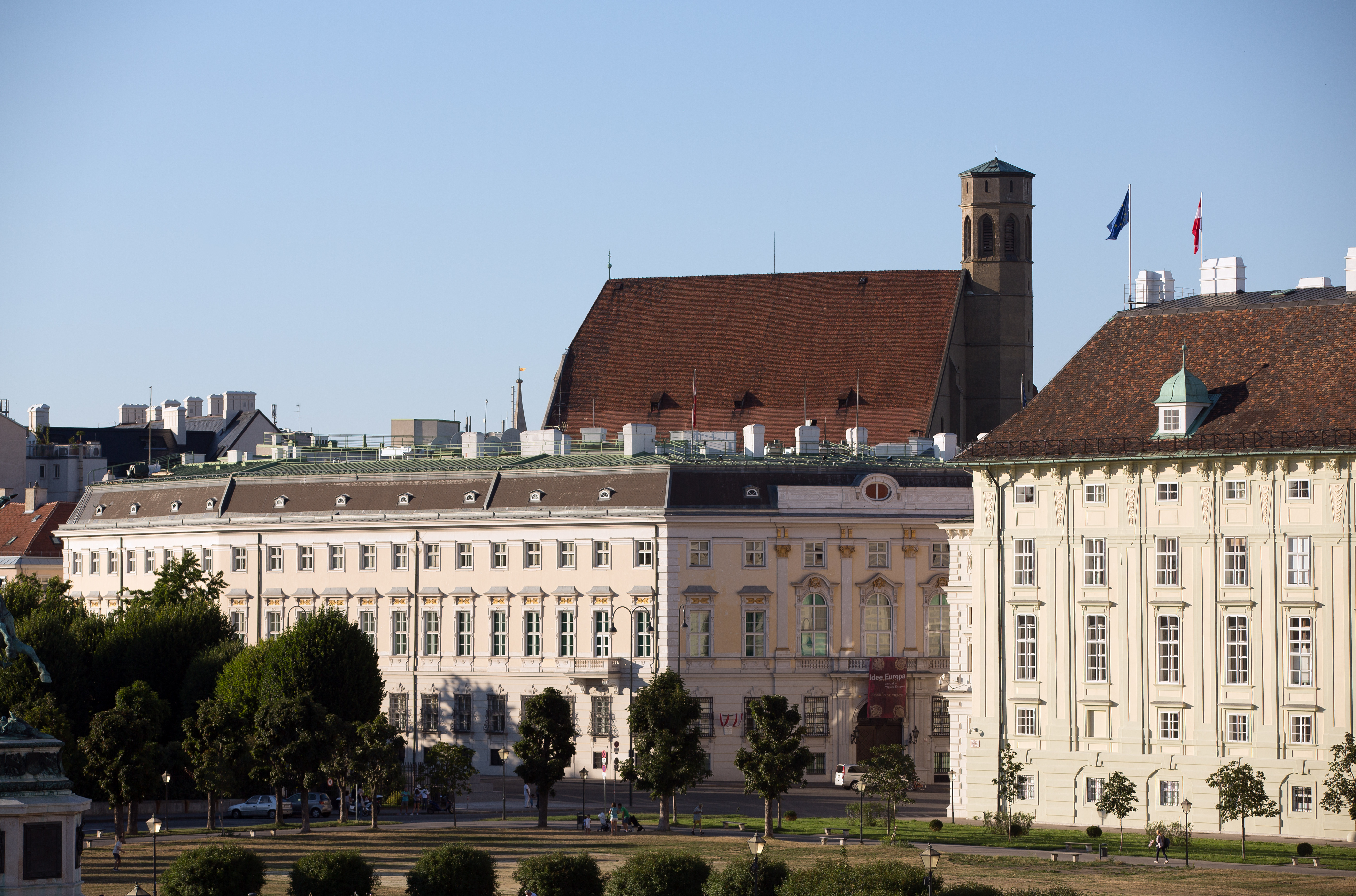
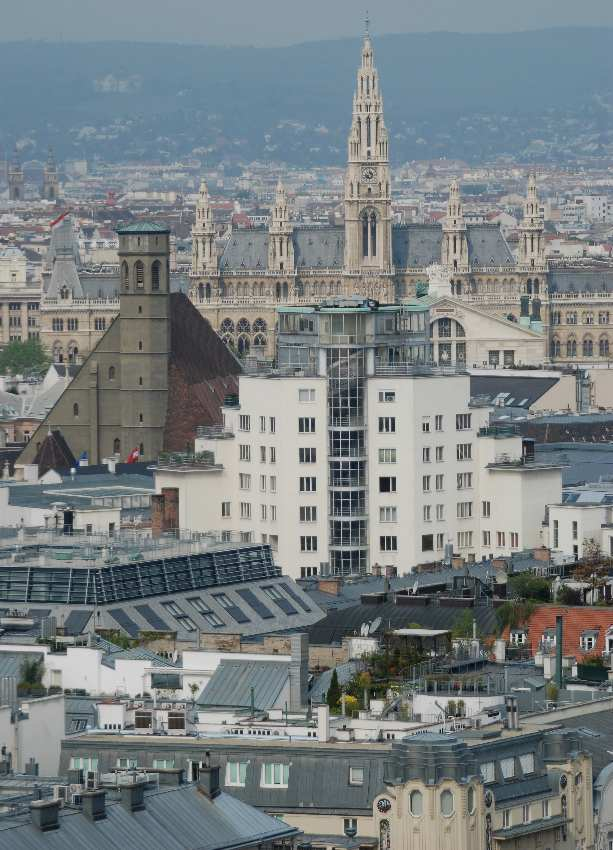
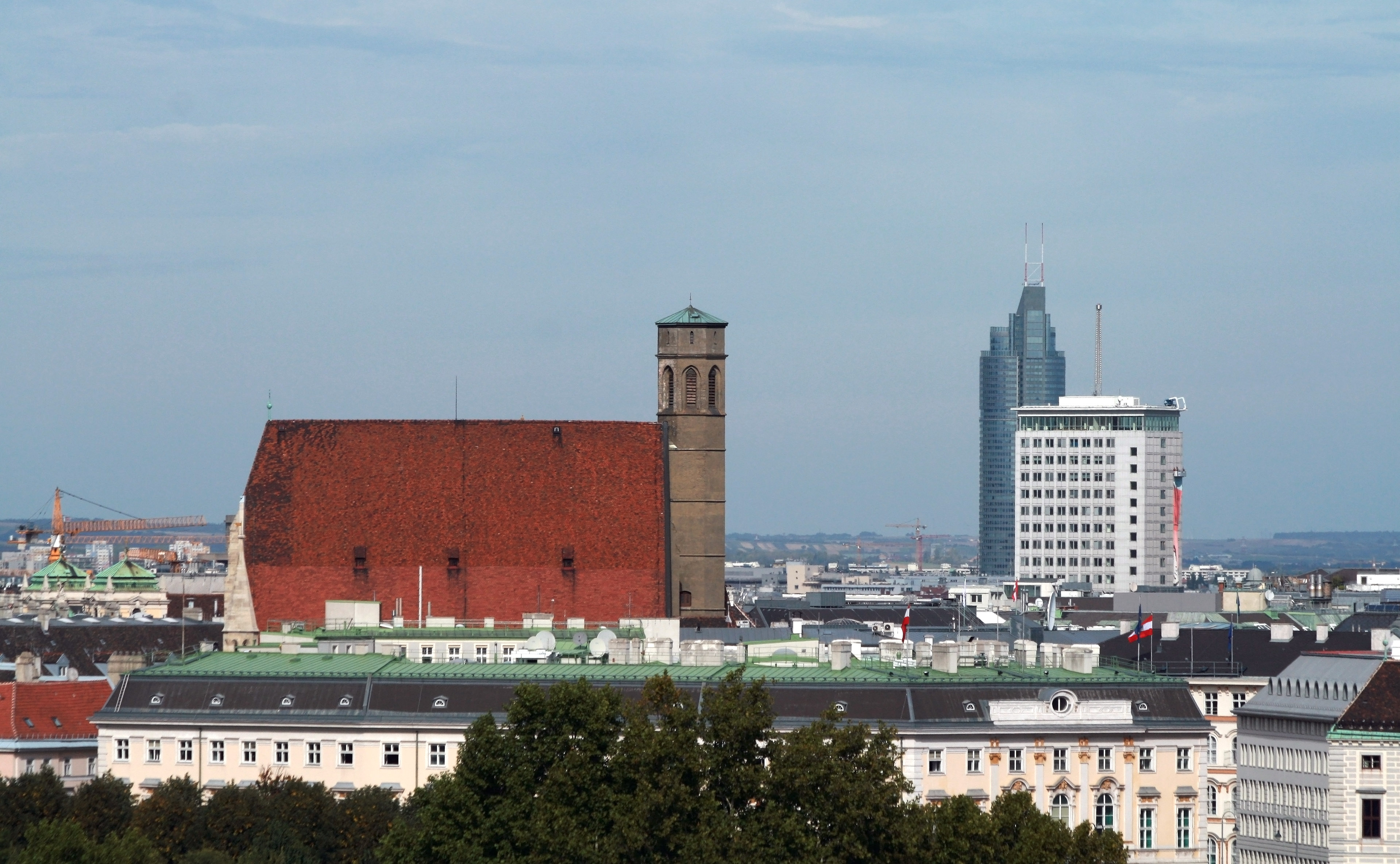

## Інтер'єр церкви

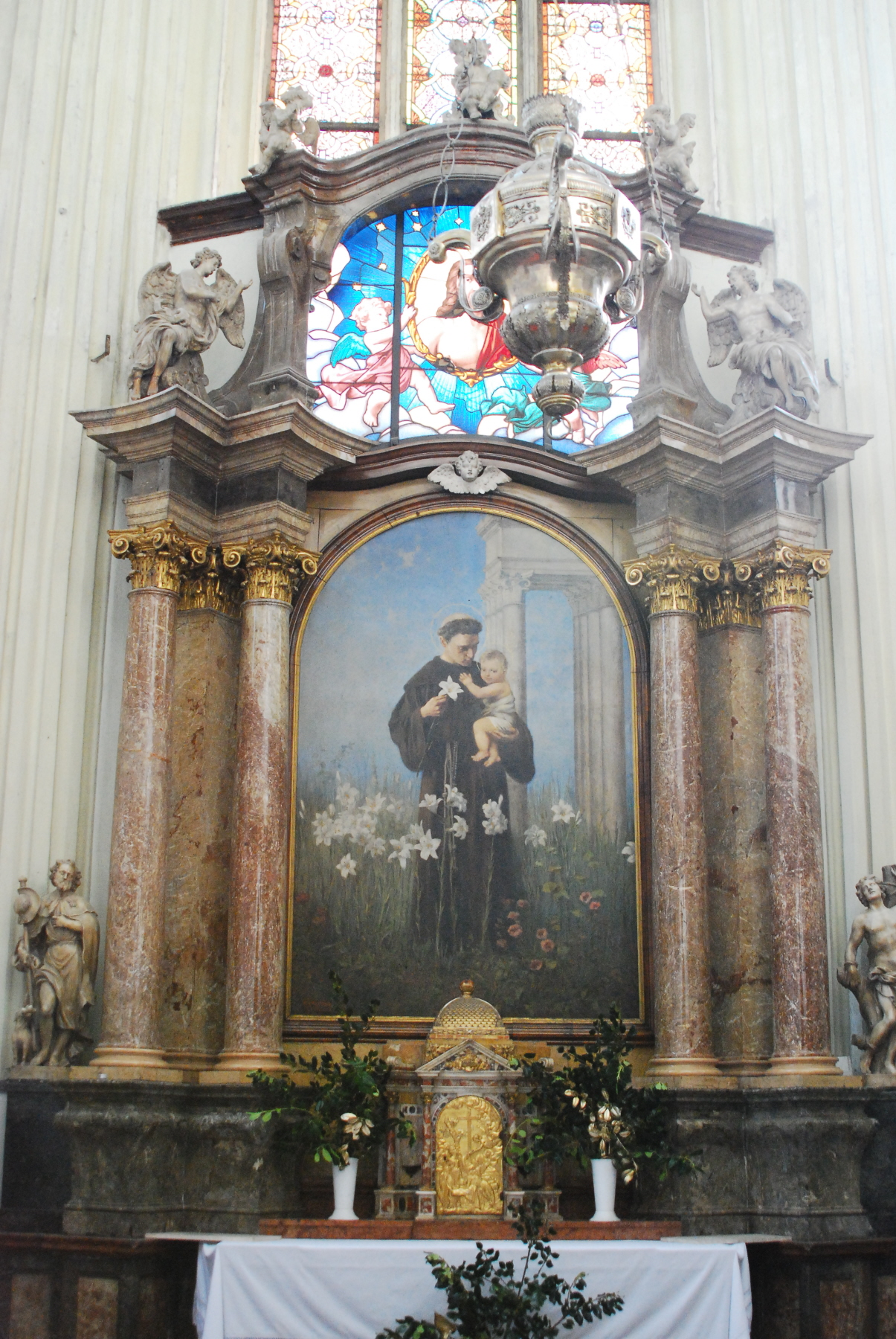
Вівтар каплиці св. Антонія Падуанського

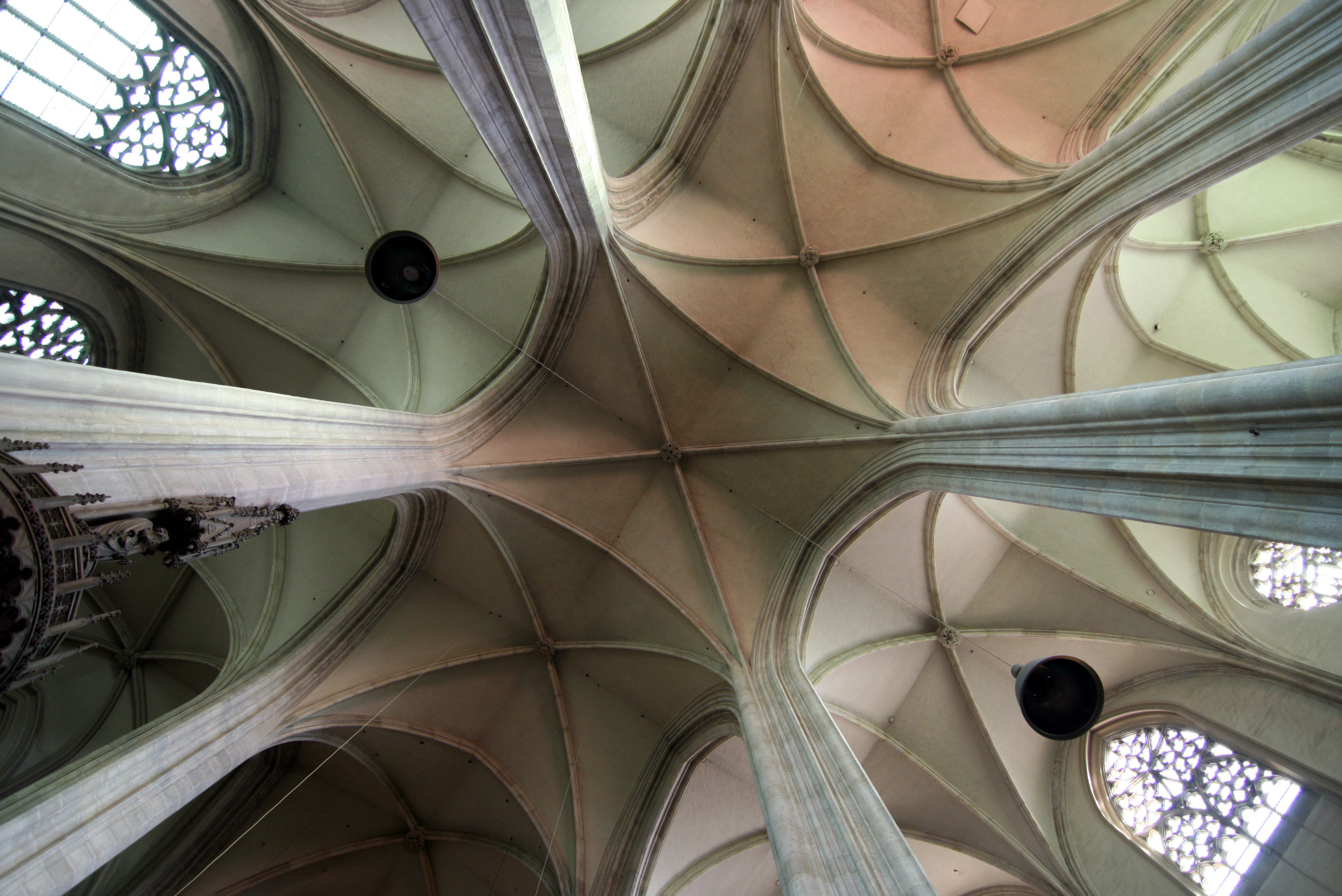
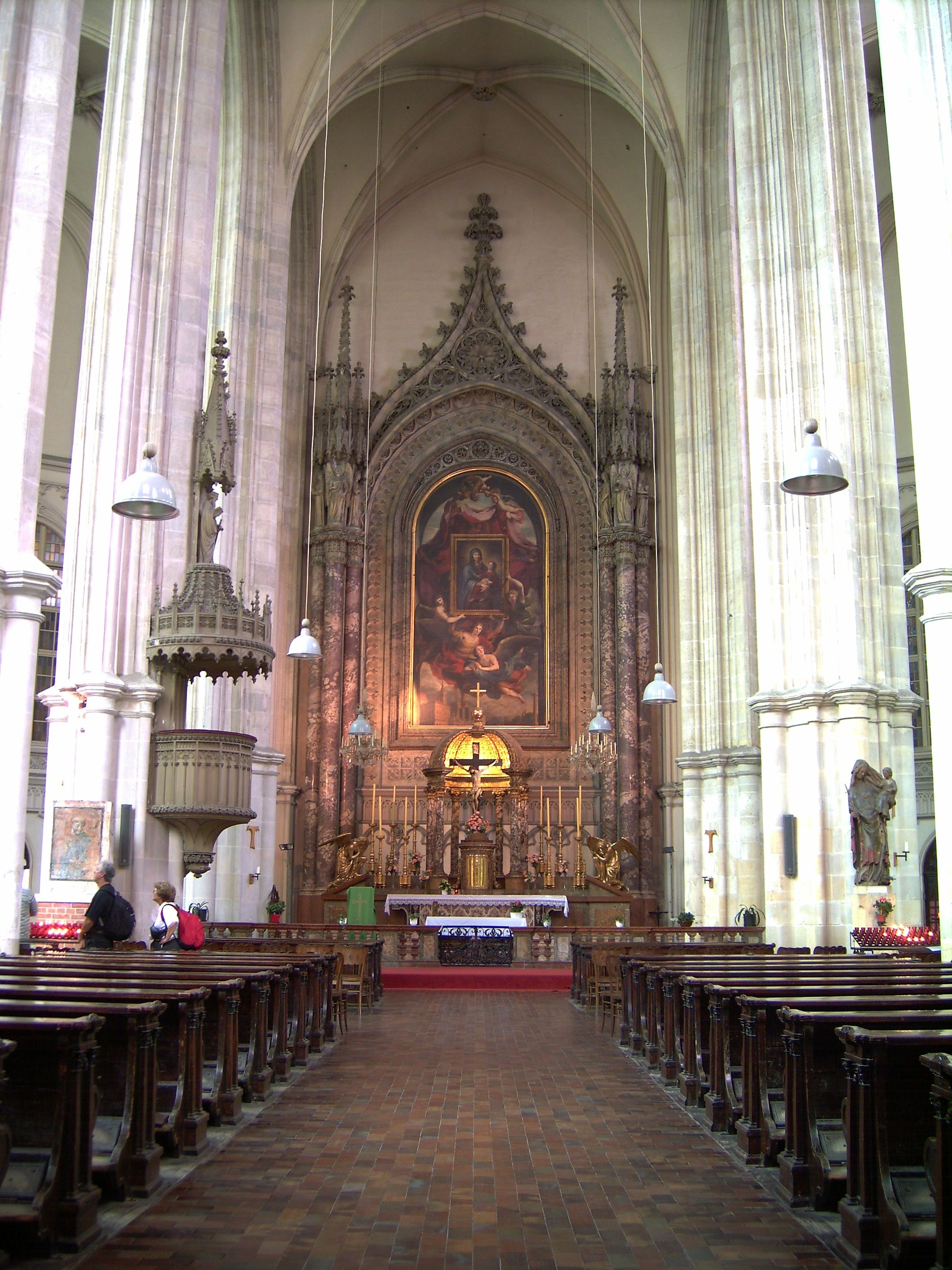
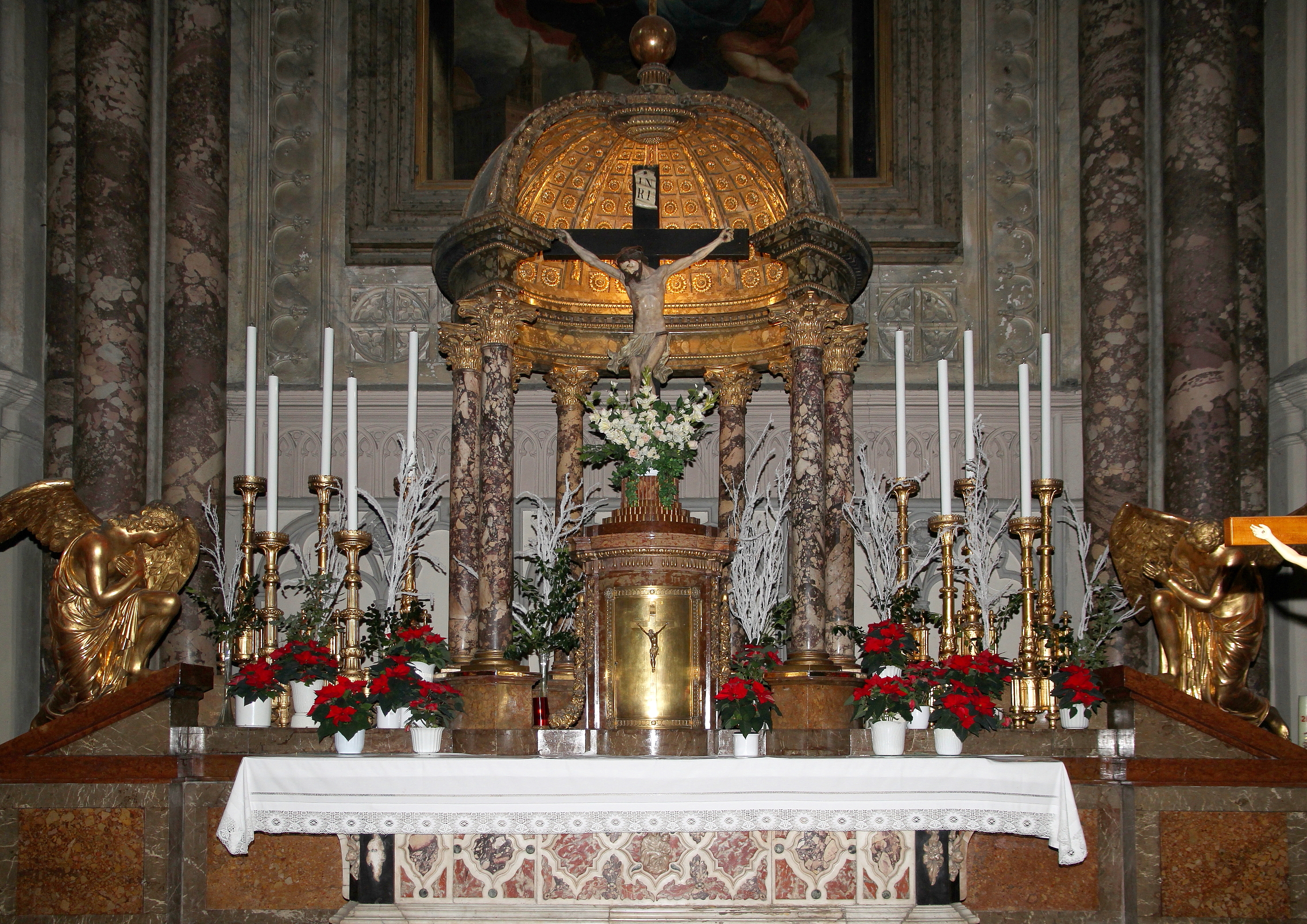
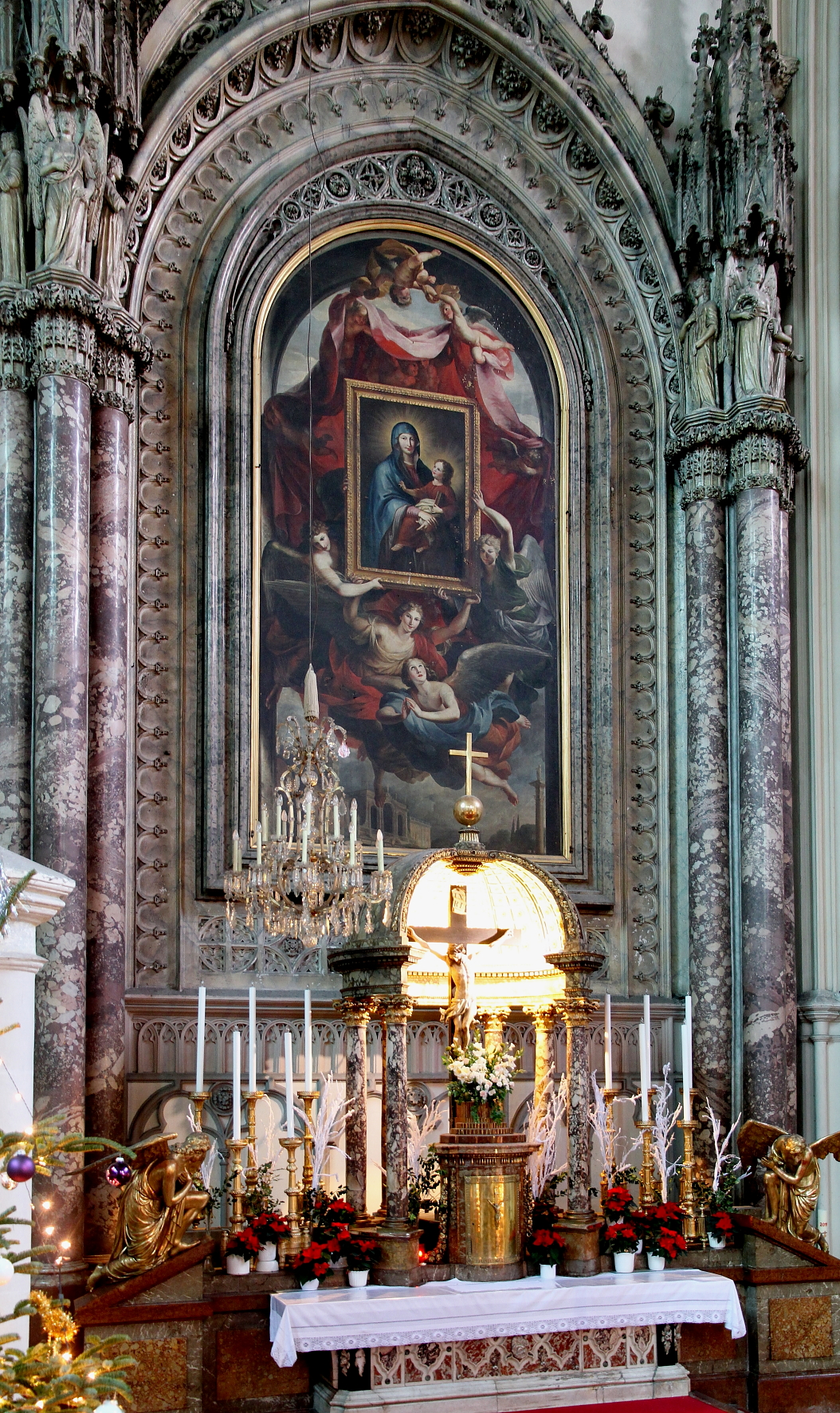
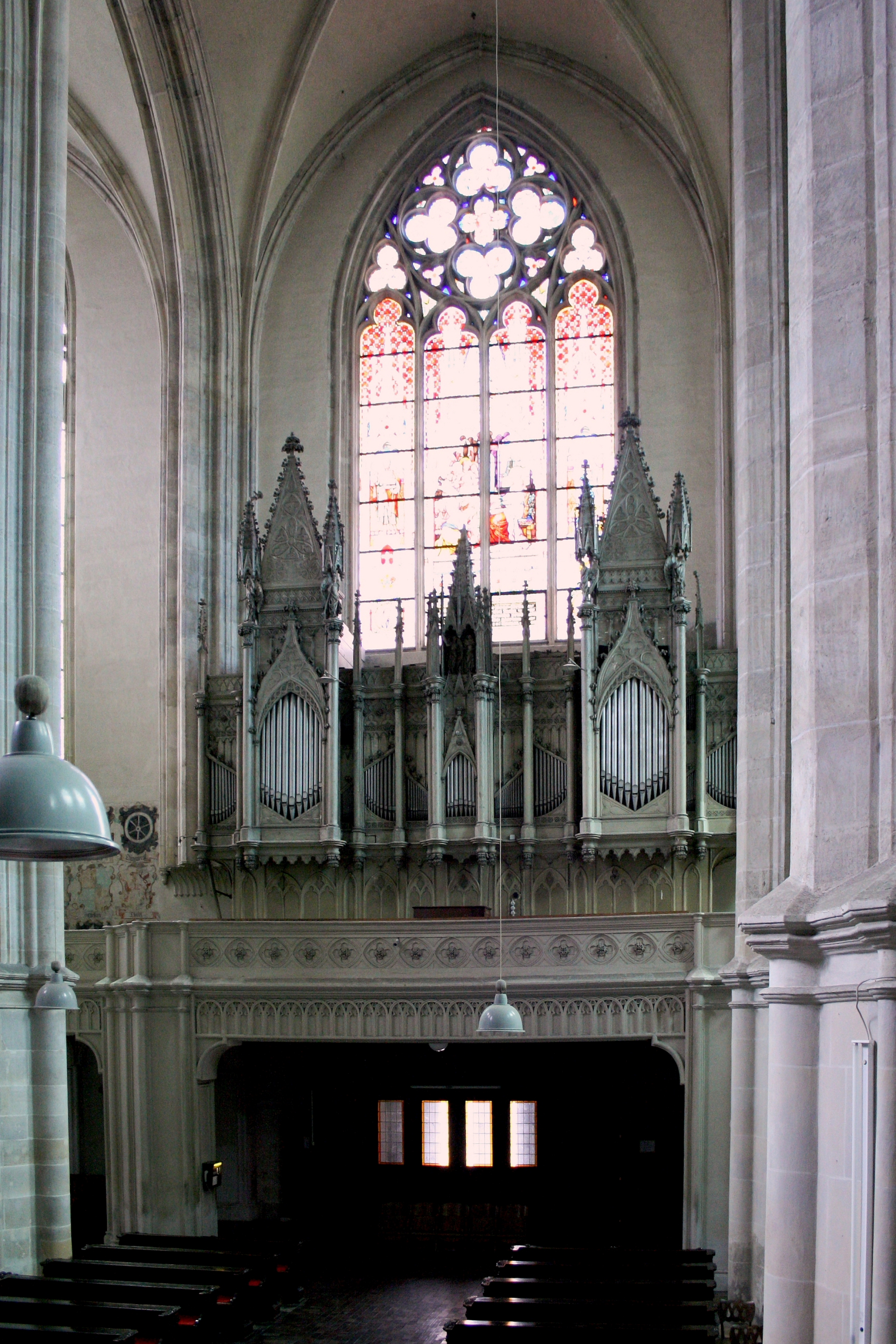
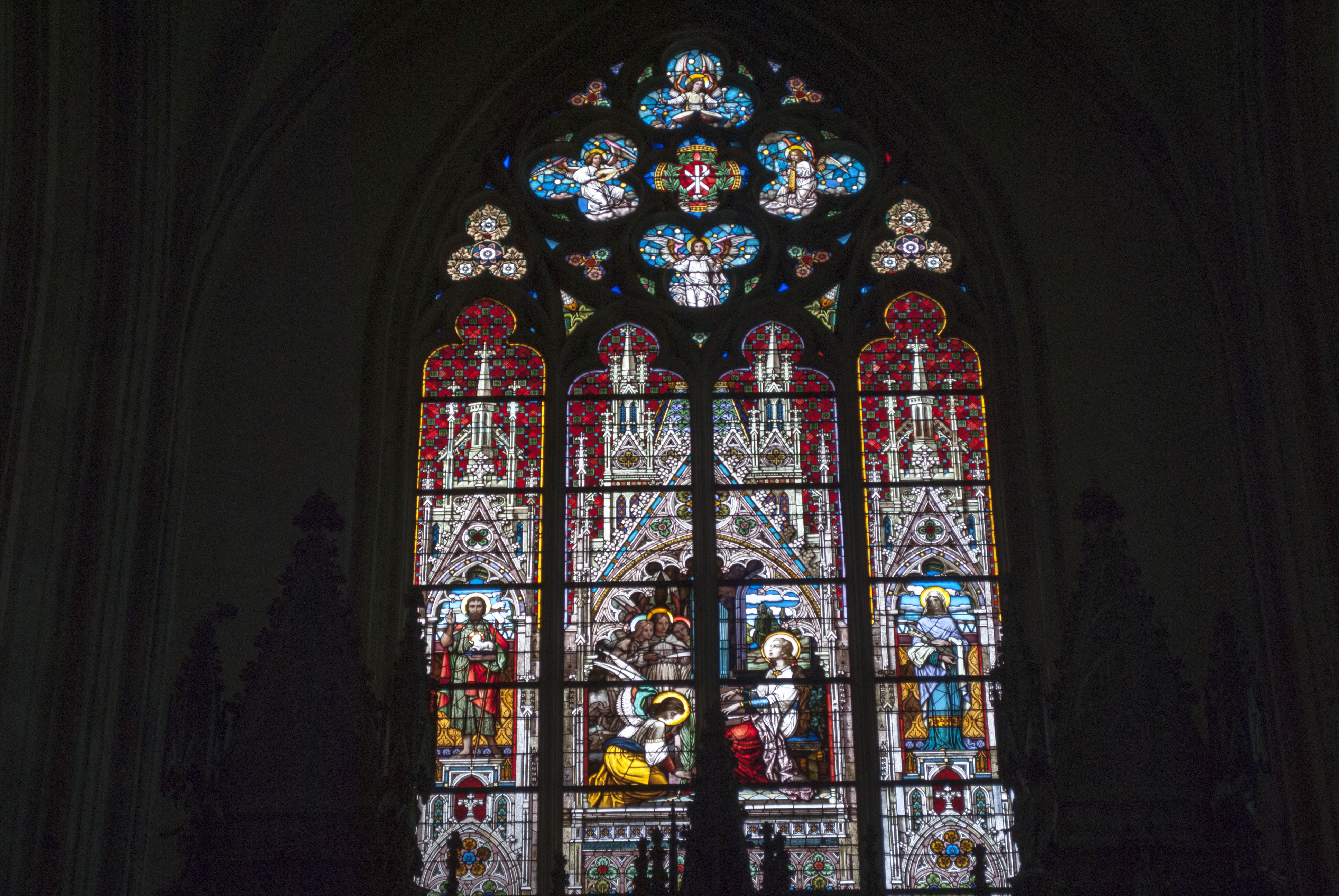